# Bijavara, Madhugiri
Bijavara là một làng thuộc tehsil Madhugiri, huyện Tumkur, bang Karnataka, Ấn Độ.